# Jerzy (Dżamdeliani)
Jerzy (gruz. გიორგი – Giorgi), imię świeckie Leri Waleris Dżamdeliani (gruz. ლერი ვალერის ჯამდელიანი) (ur. 1 października 1981 w Mestii) – gruziński duchowny prawosławny, od 2013 biskup Marneuli i Hudżabu.

## Życiorys
4 grudnia 2006 r. otrzymał święcenia diakonatu, a 19 stycznia 2007 prezbiteratu. 23 listopada 2013 r. otrzymał chirotonię biskupią.